# Helena Lindholm
Gunnel Helena Lindholm, en tid Lindholm Schulz, född 11 november 1964, är en svensk professor i freds- och utvecklingsforskning vid Göteborgs Universitet.

## Biografi
Lindholm disputerade 1996 på en avhandling om Palestinakonflikten och vilken roll nationalism spelat i konflikten. 
Hon har fortsatt som forskare inom freds- och utvecklingsforskning, med ett speciellt intresse för Mellanöstern, Palestinakonflikten samt för vilken roll nationalism spelar i globala konfliktmönster. Hon har också intresserat sig för flyktingskap och migrationsprocesser i relation till konflikt samt den roll högre utbildning kan spela för flyktingar och nyanlända.
Lindholm var prorektor 2012–2017 samt rektorsråd 2017–2018 i frågor som rör nyanlända och inkludering vid Göteborgs universitet. Hon var mellan 1 juni 2017 och 31 december 2022 ordförande för EBA - regeringens Expertgrupp för biståndsanalys. Hon är (2018) ledamot av styrelsen för STINT - Stiftelsen för internationalisering av högre utbildning och forskning.